# Frimærkeudstilling
En frimærkeudstilling er en udstilling af frimærker og posthistorie, hvor filatelister og frimærkesamlere konkurrerer om medaljer. Eksponaterne vises i glasrammer, og udstillinger er normalt ledsaget af et opbud af stande med frimærkehandlere og repræsentanter for postvæsener, hvor frimærker o.lign. kan købes. Mange frimærkeudstillinger afholdes med jævne mellemrum, de kan afholdes en gang årligt eller med andre tidsintervaller og er vigtige indslag i filatelistens kalender. NORDIA er en årligt tilbagevendende frimærkeudstilling der skiftevis arrangeres i et af de nordiske lande. Frimærkeforum har på det seneste været den nationale danske frimærkeudstilling, hvor det tidligere gennem mange år var Frimærker i Forum. Tidligere udgjorde HAFNIA de store nationale danske frimærkeudstillinger med et længere tidsinterval imellem.